# Serenada (Shoppingcenter)

Shoppingcenter Serenada

Das Shoppingcenter Serenada ist ein modernes Einkaufszentrum mit der Gesamtfläche von 42.000 m², gelegen in Al. Gen. T. Bora –Komorowskiego 41 im nördlichen Teil von Krakau in Polen, das im Oktober 2017 eröffnet wurde.

## Beschreibung
Der Bau des Einkaufszentrums dauerte zwei Jahre und kostete 140 Mio. Euro.
Das Einkaufszentrum ergänzt und erweitert ständig sein Handels- und Unterhaltungsangebot (Bereich Olsza), in dem sich das Shoppingcenter Krokus mit dem SB-Warenhaus Auchan, das Multiplex-Kino der Kette Multikino, der Baumarkt OBI sowie der größte Wasserpark in Polen befinden.
Im Serenada befinden sich 160 Handelsgeschäfte und Dienstleistungsbetriebe. Es gibt einen Parkplatz mit 1135 kostenlosen Autostellplätzen.
Die Mall Serenada beherbergt Filialen von den größten polnischen und internationalen Modeketten. Das Markenzeichen von Serenada ist das komplette Angebot von Inditex mit dem größten Laden von Zara in der Region sowie die Geschäfte von LPP, H&M und die einzigen Läden von Van Graaf, New Look oder Forever 21 in Krakau. Im Serenada befinden sich der Lebensmittelsupermarkt Piotr i Paweł sowie eine Filiale des Stadtamtes und der Post. Im August 2018 wurde eine Verleihstation für Fahrräder des Unternehmens Wavelo auf dem Parkplatz am Nordeingang des Einkaufscenters errichtet.

## Auszeichnungen
Das Shoppingcenter Serenada wurde mit dem Preis CEE Retail Real Estate Awards 2018 – Retail Project und Property Design Awards 2018 in der Kategorie Gebäudekörper – Einkaufszentrum ausgezeichnet.

## Investition
Der Investor und Verwalter des Einkaufszentrum Serenada ist die Gesellschaft Mayland Real Estate, die auch das benachbarte Shoppingcenter Krokus verwaltet. Beide Einkaufszentren gehörten ursprünglich der Gruppe Foncière Euris. Mit Wirkung zum 1. Quartal 2018 wurden sie an Truvalu, eine Tochter des südafrikanischen Unternehmens NEPI Rockcastle verkauft.